# Гуньмо
Гуньмо (также кунби каз. Күнби) — титул правителя древних усуней (II век до н. э. — V век н. э.). В китайских письменных источниках титул гуньмо имеет три названия: кунмет, кунмие, кунме. По своему значению все эти три слова близки к словам «кунбек», «кунби». В китайских письменных документах правители государства усуней назывались как великий кунби и младший кунби. Младший кунби избирался из родных сыновей или из числа ближайших его родственников и правил только над одним регионом государства, находясь в подчинении великого кунби.